# Minyeshu
Minyeshu Kifle Tedla (Amhaars: ምንይሹ ክፍሌ ተድላ, geboren in Dire Dawa) is een Ethiopische zangeres en danseres. Zij is woonachtig in Eindhoven. Ze wordt begeleid door de band Chewata.

## Biografie
Geboren in Dire Dawa, verhuisde Minyeshu op haar 9e naar de hoofdstad Addis Abeba. Op het haar 14e bezocht ze voor het eerst met een vriendin een liveconcert. Vlak daarna deed ze auditie en werd ze aangenomen als zangeres van een band. Op haar 16e werd ze als danseres opgenomen in het Nationale Theater van Ethiopië. Omdat haar ouders niet accepteerden dat ze artieste wilde worden, ging ze bij een tante wonen.
Met het Nationale Theater maakte ze tournees door het buitenland. Met de komst van nieuw regering werd het bestuur van het theater veranderd. Toen werden ook enkele optredens om politieke redenen verboden.
Naast het dansen bleef Minyeshu ook zingen, met name bij de band Ambassel. Met deze band reisde ze in 1996 naar Europa voor een aantal optredens. Omdat ze het in haar eigen land niet veilig meer vond, besloot ze als vluchteling in België te blijven.
In 1998 hoorde de Nederlander San Graatsma van de groep Mosaique Vivant dat er een aantal Ethiopische muzikanten in België woonden. Hij hoorde Minyeshu zingen, en vroeg haar om zich bij de groep Africa-Unite te voegen. Hierin zitten muzikanten uit Somalië, Soedan en Ethiopië. Minyeshu verhuisde hierop naar Eindhoven. Later richtte ze met enkele muzikanten van Africa-Unite de groep Chewata op.
In 2003 trad ze op met Marco Borsato in het concert Friends for War Child. Ze zong in verschillende interculturele projecten: met Zoumana Diarra en Anton Goudsmit in het project Maliblu, en met Marlène Dorcén en Talike in Perles d'Amour. In 2007 trad ze op met het Nederlands Blazers Ensemble.
Ze combineert traditionele elementen uit de Hoorn van Afrika met invloeden uit de moderne westerse muziek. Sommige van haar liederen zijn op het ritme van de Ethiopische "schouderdans" Eskesta. Haar moedertaal is het Amhaars. Daarnaast zingt ze ook in het Sidamo.
In 2011 kwam Minyeshu in contact met Stefan Kruger en Stefan Schmid (Zuco 103) en Paul Willemsen, en begon het project dat tot de opname van de cd Black Ink zou leiden. In de zomer van 2013 had Minyeshu met het project 'Azalai' optredens in de Melkweg, Amsterdam Open Air, het festival Sfinks in Antwerpen, het Exit Festival in Novi Sad en op het Sziget Festival in Boedapest. Op dit laatste festival was ze vier avonden te gast op het Jam De La Creme-podium. In januari 2014 staat een korte tournee met het Nederlands Blazers Ensemble gepland.

## Albums
Met Chewata:
- 2002: Meba
- 2008: Dire Dawa
- 2013: Black Ink
- 2018: Daa Dee
- 2022: Netsa